# Steeler (tyskt band)
Steeler var ett tyskt heavy metal-band aktivt mellan 1981 och 1989.

## Biografi
Steeler bildades 1981 i stadsdelen Wattenscheid i Bochum under namnet Sinner med Peter Burtz på sång, Axel Rudi Pell på gitarr, Tom Eder på gitarr, Volker Krawczak på bas och Jan Yildiral på trummor. Gruppen var aktiv under detta namn fram till 1983 då man bytte namn till Steeler. Under tiden hann bandet med att ge ut en demo 1982. Steeler utgav två album med originalsättningen, Steeler (1984) och Rulin' the Earth (1985). Därefter ersattes Krawczak på bas av Roland Hag. Ytterligare två album utgavs med den nya sättningen, Strike Back (1986) och Undercover Animal (1988). Efter detta lämnade Pell och Yildiral gruppen och ersattes av Vito Spacek respektive Franco G. Zuccaroli. Steeler fortsatte att spela live med de nya medlemmarna men kom inte att spela in något ytterligare album. År 1989 splittrades gruppen.
År 2014 återförenades Steeler för en konsert på den tyska festivalen Bang Your Head.
Peter Burtz är numera manager för Jan Böhmermann, tysk satiriker, radio- och TV-programledare.

## Medlemmar
Senaste medlemmar
- Peter Burtz – sång (1981–1989)
- Tom Eder – gitarr (1981–1989)
- Roland Hag – basgitarr (1985–1989)
- Vito Spacek – gitarr (1989)
- Franco G. Zuccaroli – trummor (1989)

Tidigare medlemmar
- Volker Krawczak – basgitarr (1981–1986)
- Volker Jökel – trummor (1981–1983)
- Jan Yildiral – trummor (1984–1988)
- Axel Rudi Pell – gitarr (1981–1988)
- Udo Retzlaff – sång (1981)
- Karl Holthaus – sång (1982)
- Hervé Rossi – basgitarr (1986)
- Gero Drnek – basgitarr (1986)

## Diskografi
Album
- 1984 – Steeler
- 1985 – Rulin' the Earth
- 1986 – Strike Back
- 1988 – Undercover Animal

Singlar
- 1986 – "Night After Night"
- 1988 – "Undercover Animal"

Demo
- 1982 – Demo 1982

Annat
- 1986 – Metallic Bunny's Fast Collection (album med div. artister. Steeler med "Call Her Princess (Live)")[3][4]